# Ранкова ґлорія

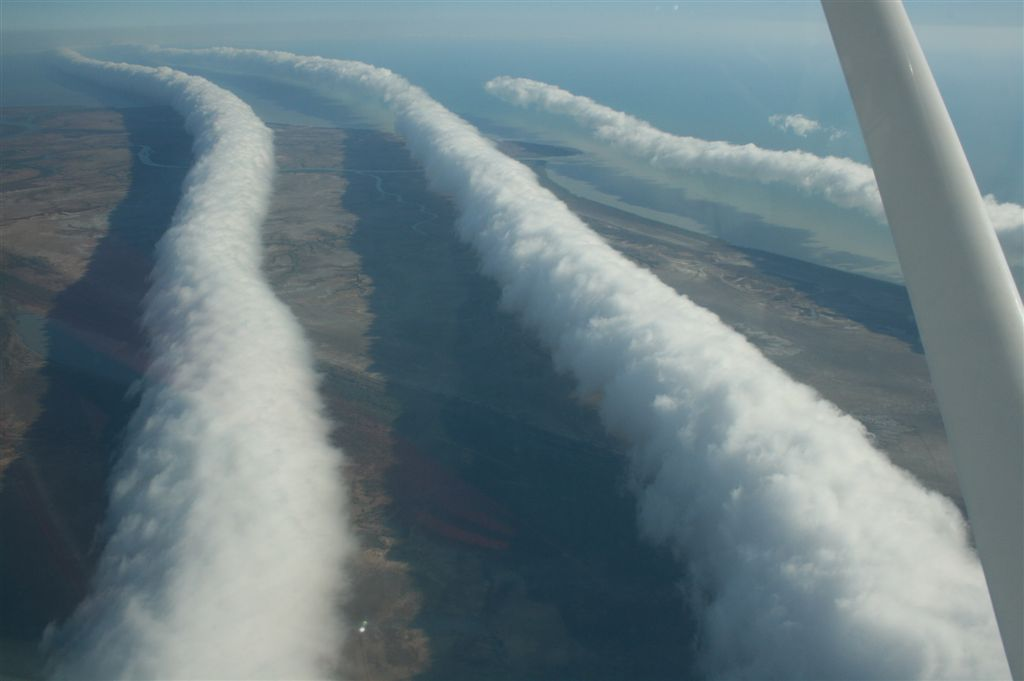
Явище ранкової Ґлорії в Австралії

Ранкова Ґлорія — рідкісне метеорологічне явище, що складається з низько розташованих поодиноких атмосферних хвиль і пов'язаних хмар. Це явище інколи спостерігається в різних місцях по всьому світу.
Південна частина затоки Карпентарія в Північній Австралії є єдиним відомим місцем, де це явище може бути передбачене і спостерігатися більш-менш регулярно через конфігурацію суші і моря в цьому районі.

## Опис
Хмара ранкової Ґлорії — хмара типу Cumulonimbus arcus (зазвичай, підтип «хмара-валок»), яка може складати до 1000 км в довжину, з 1 по 2 км в висоту, зазвичай розміщені на висоті тільки від 100 до 200 метрів над поверхнею землі. Хмари часто рухаються зі швидкістю від 10 до 20 метрів на секунду. Іноді під час спостереження явища є тільки одна хмара, іноді можна побачити до десяти послідовних хмар-валків.

## Формування
Існують різноманітні гіпотези щодо формування цих хмар, але точного пояснення цьому явищу поки що не існує.